# Le Béage
Le Béage – miejscowość i gmina we Francji, w regionie Owernia-Rodan-Alpy, w departamencie Ardèche.
Według danych na rok 1990 gminę zamieszkiwały 352 osoby, a gęstość zaludnienia wynosiła 11 osób/km² (wśród 2880 gmin regionu Rodan-Alpy Le Béage plasuje się na 1279. miejscu pod względem liczby ludności, natomiast pod względem powierzchni na miejscu 185.).